# Émile Goué
Émile Goué, né le 13 juin 1904 à Châteauroux (Indre) et mort le 10 octobre 1946 à Neufmoutiers-en-Brie (Seine-et-Marne), est un compositeur français.

## Biographie
Avec un père inspecteur de l’enseignement primaire, une mère directrice d’école normale de jeunes filles à Guéret (Creuse) et quatre sœurs qui toutes devinrent enseignantes, la voie du jeune Émile Goué était toute tracée : il se destina naturellement au professorat. D'une intelligence aiguë, il obtint en 1921 les deux baccalauréats existant alors : celui de mathématiques élémentaires et celui de philosophie. Licencié des sciences à 20 ans, il fut nommé professeur à Boulogne-sur-Mer trois ans plus tard. Muté à Agen en 1924, il réussit l’agrégation de physique-chimie. En 1927, il épousa Yvonne Burg, qui lui donna trois enfants : Michel, Bernard et Françoise. Puis il enseigna successivement aux lycées Montaigne à Bordeaux et Buffon à Paris. Il professa en classes dites de « mathématiques spéciales » (préparation aux concours des grandes écoles) et termina sa carrière universitaire dans une des chaires les plus réputées de l'enseignement supérieur, au lycée Louis-le-Grand. 
À l'instar de Borodine, sa carrière scientifique et universitaire se doubla d'une pratique régulière de la musique. Déjà à Toulouse en 1924, il dirigea une symphonie juvénile avec un petit orchestre universitaire. Il approfondit ses études musicales qu'il acheva sous la direction de Charles Koechlin. Albert Roussel l'encouragea lui aussi à la composition. À partir de 1936 débuta une intense production que la guerre n'interrompit qu'à peine. Goué se révéla surtout avec le magnifique Psaume XIII (1938) et le Trio (1937). Vivant en permanence dans un rêve intérieur, il pouvait paraître très étourdi : ainsi était-il parti un jour donner son cours au lycée avec des chaussures de deux paires différentes. D’une très grande conscience morale, ses réactions personnelles étaient toujours guidées par un point de vue idéaliste. 
La Seconde Guerre mondiale éclate alors que les orchestres et ensembles commençaient à prêter attention à sa production. Mobilisé en 1939 comme lieutenant d'artillerie, fait prisonnier en juin 1940, il passa cinq ans à l'Oflag X-B situé près de Nienburg/Weser. Son besoin viscéral d’enseigner se manifesta dès les premiers jours de captivité par un cours de physique dispensé à ses jeunes camarades afin de les aider à préparer leurs futurs examens. Parallèlement, il organisa des conférences d’initiation sur l’histoire de la musique des origines à nos jours auxquelles vinrent s’ajouter au fil des mois un cours d’harmonie et de contrepoint, un cours de fugue, vingt leçons d’esthétique musicale et d’histoire de la symphonie.
Faisant preuve d'une abnégation passionnée, il tient à compléter cet enseignement théorique et à insuffler à ses compagnons d'infortune l’amour de la musique en dirigeant et en commentant dix-huit concerts symphoniques dont les programmes allaient des polyphonistes franco-flamands à Arthur Honegger. Les musiciens de l’orchestre comme les chanteurs de la chorale étaient amateurs, disposant d’instruments dont la qualité laissait fortement à désirer, mais l'enthousiasme d'Émile Goué les conquit tous. 
« La captivité – confiait-il en 1942, année de désespoir et d'angoisse – supprime presque tout contact avec la vie réelle, donc presque toute vie intérieure […] Une solitude fréquente est nécessaire pour enrichir sa vie intérieure, et toute solitude fait défaut […] Le plus dur, ce n’est pas d’avoir faim ; c’est de sentir son niveau spirituel s’abaisser ».Très vite il se remit à composer, difficilement d’abord, puis un peu plus sereinement. La période de la guerre vit l'éclosion de chefs-d'œuvre, révélant une maîtrise et une maturité artistique incomparables : Psaume CXXIII (1942), Prélude, Choral et Fugue (1943), Préhistoires (1943), Quintette pour piano et cordes (1943), Prélude, Aria et Final (1944), Thème et Variations (1945), IIIe Quatuor à cordes (1945), etc. 
Rapatrié en mai 1945, Émile Goué ne put mener de front sa double activité de musicien et de professeur. Très affaibli, il participa au jury des examens d'agrégation, acheva l'orchestration de sa grandiose Inscription sur une stèle et succomba le 10 octobre 1946 au sanatorium universitaire de Neufmoutiers-en-Brie. En 1948, Émile Goué fut officiellement déclaré « mort pour la France des suites de maladie contractée en captivité ». Il repose au cimetière de Guéret, dans la Creuse, dont le conservatoire de musique porte le nom depuis 2007.

## Bilan
S'inscrivant dans la lignée de l'école franckiste, opposé à l'esprit romantique, Émile Goué nourrissait une prédilection pour Bach et les musiciens de la Renaissance. Parti des modes anciens, Émile Goué estimait nécessaire au tempérament français, par tradition, l'affirmation de la tonalité, mais une tonalité élargie allant sans complexe jusqu'à la polytonalité. Compositeur de son temps, Goué appréhende parfaitement les évolutions du langage musical et développe sa propre technique qu’il nomme « simultanéité chromatique », variante de la polymodalité sur une même tonique. Son tempérament de constructeur soucieux d'unité lui fit préférer l'utilisation d'un seul thème engendrant toute l'œuvre. Ses préoccupations architecturales se firent de plus en plus impérieuses dans ses derniers opus (Quintette, IIIe Quatuor, Prélude, Aria et Final…) sans étouffer toutefois le lyrisme et le sens épique. Parce qu'« il ne faut pas cacher le vide de la pensée sous des efflorescences de contrepoint » son style, par dépouillements successifs, parvint à son aboutissement en captivité. 
Charles Koechlin le caractérisait avec justesse : « C'est avant tout un sensible, un lyrique. Cependant il garde un constant besoin d'ordre : cartésien dont l'art ne s'abandonne pas à la fantaisie de l'improvisation. La forme monothématique que souvent il affectionne, s'affirme chez lui extrêmement volontaire. C'est infiniment sérieux, âpre souvent, étrange même, parfois assez austère, tragique aussi. Mais à l'occasion il atteint une réelle beauté (ainsi dans l'andante de sa Sonate pour piano et violon). J'ai déjà parlé de l'émotion qui se dégage d'un Psaume écrit en captivité. Nul doute qu'une pareille émotion ne se dégage également de plusieurs autres de ses œuvres. Ce n'est pas un amuseur. Ce n'est pas, même, un adroit charmeur. Il y a souvent chez lui quelque chose de fruste. Mais c'est un être vivant, qui aime, qui souffre, qui a pitié. [...] Ce qu’il laisse est assez significatif pour mériter d’échapper à l’oubli ».
« J'ai compris que se résigner aux humbles besognes journalières me met en contact avec les préoccupations les plus essentielles de la Vie, et développe en moi ce don de générosité qu'il faut à tout prix cultiver ». Goué restait tourmenté au plus haut point par le problème métaphysique. Sa noble et inquiète spiritualité confère à ses œuvres une profondeur sincère et pose les questions essentielles. Exacerbée par l'expérience des camps, cette intériorité confère au message d'Émile Goué son accent d'authentique originalité. Univers rude où l'homme cherche sa voie à tâtons, angoissé par son destin, mais qu'illumine parfois un rayon d'espérance. Ces préoccupations rejoignent notre triste actualité : il y a du Rouault dans cette musique, des faces exsangues, cernées de noir, qui crient leur désespoir dans un monde incendié.

## Citations[2]
- « De plus en plus je me sens attiré vers l’austérité, le dépouillement, la nudité et la sévérité du style. Il ne faut pas cacher le vide de la pensée sous les efflorescences du contrepoint. Je voudrais construire des œuvres pouvant aider les hommes à croire en la Vie, dans ce qu’elle a de plus élevé et de plus simple, de plus naturel, de plus primitif. Je crois d’ailleurs y être déjà parvenu ».
- « La musique est pour moi une activité métaphysique, et ne se sépare pas de ma vie ».
- « Il est aussi important pour moi de participer à la Vie, avec ses souffrances et ses joies, que de composer de la musique. Je dirai même que la première activité me permet la seconde ».
- « La tâche divine de l’Art est d’accroître en nous la notion de la Vie ».
- « Pour moi, c’est l’esprit de Bach qui importe, esprit religieux : croire en la Vie, et, de cette espérance, faire un levier capable d’aider à accomplir son destin, telle est la doctrine positive, cette philosophie de l’action qu’on retire de l’étude de l’œuvre du Cantor ».
- « La souffrance n’est désespérée que si elle est stérile ».
- « Je sais que le mot conviction a toujours, actuellement, un sens péjoratif. C’est là une réaction salutaire contre le romantisme et, certes, la conviction la plus absolue ne saurait suffire pour engendrer l’œuvre d’art. Mais sans conviction, il me paraît impossible de faire grand. Cette conviction que l’artiste doit apporter à son travail n’est autre que la croyance en la nécessité de ce qu’il écrit. Cette croyance, cette certitude, je l’ai toujours profondément ressentie ».

## Œuvres principales
Œuvres pour piano
- 1933-1935 : Ambiances, suite n° 1
- 1936-1937 : Sonate
- 1939 : Horizons (pièces descriptives)
- 1942 : Ambiances, suite n° 2
- 1943 : Prélude, Choral et Fugue
- 1943 : Préhistoires
- 1944 : Prélude, Aria et Final
- 1945 : Thème et Variations

Musique de chambre
- 1937 : Trois Pièces pour hautbois, clarinette et basson
- 1937 : Premier Quatuor à cordes
- 1941 : Deuxième Quatuor à cordes
- 1941-1944 : Sonate pour violon et piano
- 1942 : Sextuor à cordes
- 1942 : Duo pour violon et violoncelle
- 1943 : Quintette pour piano et cordes
- 1944-1945 : Troisième Quatuor à cordes

Œuvres symphoniques
- 1933 : Poème symphonique
- 1925-1937 : Première Symphonie « classique », en sol mineur
- 1943 : Deuxième Symphonie, avec violon principal, en la
- 1943 : Esquisse pour un paysage vu du Mont Coudreau
- 1944 : Macbeth
- 1946 : Esquisse pour une inscription sur une stèle

Œuvres lyriques
- 1934 : Wanda
- 1938 : Psaume XIII
- 1940 :  Psaume CXXIII

Mélodies
- 1940 : Ballade
- 1942-1943 : Trois Mélodies pour voix et quatuor à cordes
- 1945 : Deux Mélodies

## Discographie
- Mélodies (premier enregistrement mondial) par Christel Plancq, soprano, Damien Top, ténor, Jean-Jacques Cubaynes, basse, Eric Hénon, piano, collection du Festival international Albert-Roussel, 2006, Recital SyPr 054
- Musique de chambre volume 1, Quatuors à cordes (premier enregistrement mondial) par le Quatuor César Franck, collection du Festival international Albert-Roussel, 2007, Recital RCP067
- Sonate pour violon et piano, Quatuor à cordes no 3  (premier enregistrement mondial) par Alfred Loewenguth, violon, Françoise Doreau, piano, Quatuor Loewenguth, collection du Festival international Albert-Roussel, 2008, Azur Classical AZC 081
- Œuvres pour piano volume 1 (premier enregistrement mondial) par Samuel Ternoy, collection du Festival International Albert-Roussel, 2009, Azur Classical AZC 082
- Œuvres pour piano volume 2 (premier enregistrement mondial) par Diane Andersen, collection du Festival International Albert-Roussel, 2011, Azur Classical AZC 083
- Musique de chambre volume 2, Quintette pour cordes et piano, Trio avec piano, Trois pièces pour quatuor (premier enregistrement mondial) par le Quatuor Joachim et Olivier Chauzu, collection du Festival international Albert-Roussel, 2012, Azur Classical AZC 100
- Mélodies avec quatuor, Fleurs mortes, Duo, Trio, Sextuor à cordes (premier enregistrement mondial) par Damien Top, ténor et les musiciens de l'Orchestre du MET, musique de chambre volume 3, collection du Festival international Albert-Roussel, 2012, Azur Classical AZC 120
- Symphonie n°2, Ballade sur un poème d'Emily Brontë Orchestre Radio Symphonique de Paris, Tony Aubin - Marie Béronita, soprano, Quatuor Krettly, Louis de Froment, enregistrements INA 1949 et 1958, collection du Festival international Albert-Roussel, 2016, Azur Classical AZC 135

## À lire
- Philippe Gordien et Bernard Goué, Émile Goué, compositeur mort pour la France, Les Amis d’Émile Goué, 1998
- Émile Goué, Cours d’Esthétique musicale (1943), Les Amis d’Émile Goué, 1998
- Émile Goué, Éléments fondamentaux d’écriture musicale, Les Amis d’Émile Goué, 2001
- Damien Top, Émile Goué, un alchimiste des sons, Politique Magazine, no 20, juin 2004
- Bernard Goué, Émile Goué, compositeur : Influence de la Creuse sur son œuvre, Mémoires de la Société des Sciences naturelles et archéologiques de la Creuse, no 50, 2004
- Philippe Gonin, « Koechlin pédagogue. Son influence sur la pensée esthétique d’Émile Goué », Charles Koechlin, compositeur et humaniste, coord. Philippe Cathé, Sylvie Douche, Michel Duchesneau, Vrin, 2011, p. 545-559
- Damien Top, « Un aperçu de la polytonalité chez Émile Goué », Polytonalités, Philippe Malhaire (dir.), L’Harmattan, 2011
- Damien Top, Émile Goué, biographie, Bleu-Nuit, 2012
- Bruno Giner, Survivre et mourir en musique dans les camps nazis, Paris, Berg International Éditeurs, 2011, Troisième partie, chapitre 4
- Émile Goué. Chaînon manquant de la musique française, Philippe Malhaire (dir.), Paris, L’Harmattan, coll. « L’Univers musical », 2014, 272 p.
- Émile Goué, Demain, je t'écrirai en majeur, correspondance, Paris, L’Harmattan, coll. « Musiques en question(s) », 2016, 382 p.
- Philippe Gordien, assisté de Bernard Goué, Analyses d’œuvres d’Émile Goué, Philippe Malhaire (éd.), Paris, L'Harmattan, coll. « Musiques en question(s) », 2023, 224 p.

## En savoir plus
- Association Les Amis d'Émile Goué : 142, boulevard Vincent-Auriol, 75013 Paris
- Les archives d'Émile Goué peuvent être consultées à la Bibliothèque musicale La Grange-Fleuret : 11 bis, rue de Vézelay, 75008 Paris.
- Un fonds Émile Goué est également détenu par le Centre International Albert-Roussel.